# René Hebding
René Hebding (né à Wœrth le 27 novembre 1930 et mort à Haguenau le 29 septembre 2002) est un botaniste français, spécialiste des palmiers, conservateur du Jardin des Cèdres à Saint-Jean-Cap-Ferrat de 1960 à sa retraite en 2000.
L'espèce Senecio hebdingii a été nommée en son honneur par Rauh et Buchloh.